# Soure (Portogallo)
Soure ('so(ou)ɾ(ɨ)) è un comune portoghese di 20 945 abitanti (2011) situato nel distretto di Coimbra.
Si tratta di uno dei pochi comuni portoghesi territorialmente discontinui e nel contesto portoghese il suo caso è unico, dato che la discontinuità è doppia ed è dovuta a due delle sue freguesia: Degracias e Pombalinho, che hanno una piccola enclave incassata tra i comuni di Penela, nel distretto di Coimbra, e Ansião, nel distretto di Leiria, e la freguesia di Figueiró do Campo, che ha un'ancor più piccola exclave, incassata fra due freguesia del comune di Montemor-o-Velho, creando quindi una piccola enclave in questo comune del distretto di Coimbra.

## Società

### Evoluzione demografica
| Popolazione di Soure (1801 – 2004) | Popolazione di Soure (1801 – 2004) | Popolazione di Soure (1801 – 2004) | Popolazione di Soure (1801 – 2004) | Popolazione di Soure (1801 – 2004) | Popolazione di Soure (1801 – 2004) | Popolazione di Soure (1801 – 2004) | Popolazione di Soure (1801 – 2004) | Popolazione di Soure (1801 – 2004) |
| ---------------------------------- | ---------------------------------- | ---------------------------------- | ---------------------------------- | ---------------------------------- | ---------------------------------- | ---------------------------------- | ---------------------------------- | ---------------------------------- |
| 1801                               | 1849                               | 1900                               | 1930                               | 1960                               | 1981                               | 1991                               | 2001                               | 2004                               |
| 3801                               | 6436                               | 20233                              | 22941                              | 26575                              | 22570                              | 21704                              | 20940                              | 20695                              |

## Freguesias

Freguesie del comune di Soure

- Alfarelos
- Degracias e Pombalinho
- Figueiró do Campo
- Gesteira e Brunhós
- Granja do Ulmeiro
- Samuel
- Soure
- Tapéus
- Vila Nova de Anços
- Vinha da Rainha